# Contea di Qian'an
La contea di Qian'an (乾安县S, Qián'ān XiànP) è una contea della Cina, situata nella provincia di Jilin e amministrata dalla prefettura di Songyuan.